# E652 (trasa europejska)
E652 – trasa europejska łącznikowa (kategorii B), biegnąca przez południową Austrię i północną Słowenię.
E652 zaczyna się w Klagenfurt am Wörthersee, gdzie odbija od trasy europejskiej E66 (autostrady A2). W Austrii biegnie szlakiem drogi federalnej nr 91 do granicy państwowej Ljubelj - Loibltunnel na przełęczy Loiblpass. W Słowenii E652 biegnie drogą nr 101 do miasta Naklo, gdzie łączy się z trasą europejską E61 (słoweńską autostradą A2).
Ogólna długość trasy E652 wynosi około 50 km, z tego 29 km w Austrii, 21 km w Słowenii.